# Demir-Kapu
La montaña de Demir-Kapu (en ucraniano: Демір-Капу, en ruso: Демир Капу, en tártaro de Crimea: Demir Qapı) situada en los montes de Crimea en la península de Crimea, tiene el segundo pico más alto de Crimea, situado a una altitud de 1540 metros en la parte norte de la meseta Gurzufska y es el pico más alto de la meseta.
El nombre de la montaña en una traducción literal del idioma tártaro de Crimea que significa "puerta de hierro".